# منير أبو فاضل
منير أبو فاضل (1912 - 1987)، شخصية سياسية لبنانية، عضو ونائب رئيس المجلس النيابي اللبناني سابقًا.

## النشأة
وُلد منير أبو فاضل في بلدة عين عنوب في قضاء عاليه عام 1912، من عائلة أرثوذكسية مسيحية.
نال درجة البكالوريوس في العلوم السياسية عام 1929، وانتقل بعدها إلى فلسطين والتحق بشرطة حيفا وتدرج ليصبح مفتش شرطة عام 1937، ونقيباً في التحقيق الجنائي عام 1938، في السنوات الاخيرة من الانتداب البريطاني، انضم إلى معهد الحقوق في القدس وتخرج منه.

## في العسكرية
خدم منير أبو فاضل كضابط برتبة عالية في الجيش البريطاني في فلسطين وشغل منصباً عالياً في جهاز الأمن التابع لحكومة الانتداب، ولكنه حافظ كان في الوقت نفسه علي صلة مع الحركة الوطنية الفلسطينية وأسهم كثيراً في تسليح قوات الجهاد المقدس التي قادها الشهيد عبد القادر الحسيني في حرب عام 1948، وعينته حكومة عموم فلسطين مفتشا عاما لتلك القوات، وحاولت القوات الأردنية اعتقاله إثر قرارها حل قوات الجهاد المقدس، إلا أنه تمكن من الالتجاء إلى مناطق سيطرة الجيش المصري في بيت لحم.
بعد سقوط فلسطين عاد إلي لبنان ليصبح من النواة الأولى المؤسسين للجيش اللبناني، وأنهى العسكرية بصفته عميد.

## في السياسة
دخل المعترك السياسي وانتخب نائبا في البرلمان اللبناني عام 1957، وتولى لاحقا منصب وزير دولة ثم نائباً لرئيس مجلس النواب، واستمر نائباً حتى عام 1987 تاريخ وفاته.
عرف بمناصرته الحق الفلسطيني في المؤتمرات والندوات الدولية، وكان من بينها المؤتمر الدوري للاتحاد البرلماني الدولي الذي عقد في لندن في أغسطس 1975.

## كتابات
- حرب فلسطين لم تنته، دار الكتاب العربي، بيروت، 1955[7]

## الحياة الخاصة
تزوج منير أبو فاضل في العام 1957 ولد ثلاثة أولاد:
- مروان أبو فاضل (1958): نائب سابق في البرلمان اللبناني، ونائب رئيس الحزب الديموقراطي اللبناني.
- رفيق أبو فاضل (1960): استشاري دولي في مجال تكنولوجيا المعلومات والاتصالات.
- ميلا أبو فاضل (1964) وهو نقابي لبناني.

ربطته علاقة صداقة بيوسف بيدس وهو خال زوجته وداد سلامة.